# Mafalda Ivo Cruz
Mafalda Ivo Cruz, née en 1959 à Lisbonne, est une musicienne, romancière et une essayiste portugaise.

## Biographie
Née en 1959 à Lisbonne, Mafalda Ivo Cruz est formée au piano à l'âge cinq ans, à l'âge de dix ans, elle entre au conservatoire national de Lisbonne puis à vingt et un ans elle poursuit ses études musicales à Paris.

## Œuvres
- Um requiem português (1995);
- A casa do diabo: romance (2000);
- O rapaz de Boticelli (2002);
- Vermelho (2003);
- Emma (2004), com desenho de Joana Villaverde;
- Oz: romance (2006);
- O cozinheiro alemão (2008)